# Jason Dark

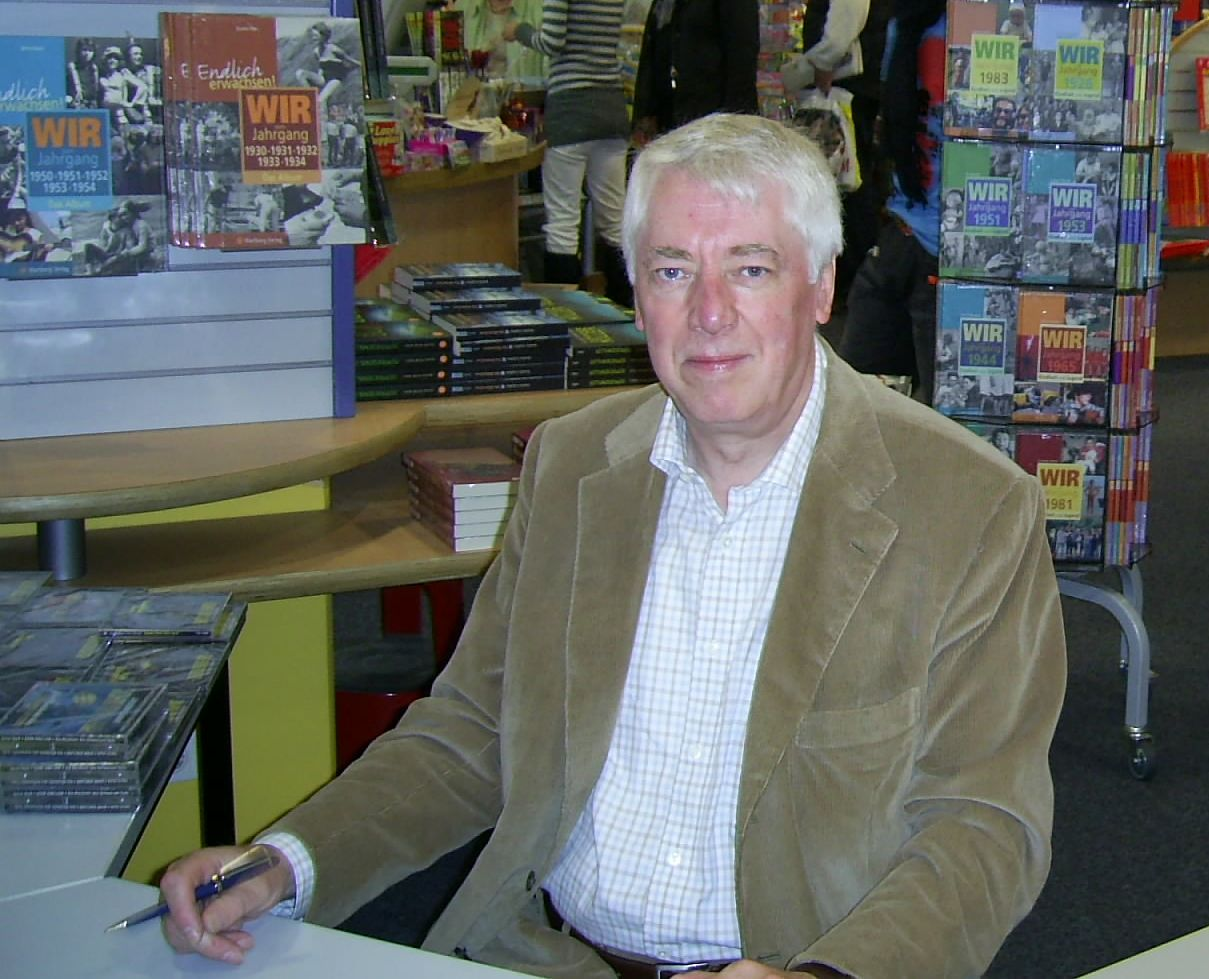
Helmut Rellergerd

Jason Dark ist ein ehemaliges Verlags-Pseudonym des Bastei-Lübbe-Verlags, unter dem die Romanserie Geisterjäger John Sinclair publiziert wird. Seit einigen Jahren ist es ein persönliches Pseudonym von Helmut Rellergerd.

## Als Verlagspseudonym
Unter dem Namen Jason Dark veröffentlichte Rellergerd in der Heftroman-Reihe Gespenster-Krimi insgesamt 50 Romane mit dem Geisterjäger John Sinclair. Nachdem Sinclair seine eigene Serie bekommen hatte, schrieben auch Walter Appel, Martin Eisele, Friedrich Tenkrat und Richard Wunderer als Jason Dark insgesamt 55 Sinclair-Romane.
Am 12. März 2014 kündigte Bastei Lübbe an, dass Helmut Rellergerd wieder Unterstützung durch andere Autoren erfährt, die ebenfalls John-Sinclair-Folgen schreiben werden.
In anderen Bastei-Serien publizierte Rellergerd als Jason Dark unter anderem Damona King Band 1 (Der schwarze Engel) und Band 50 (Das Hotel der Toten) sowie Professor Zamorra Band 3 (Die Teufelsklause).

## Als persönliches Pseudonym
Um auch in anderen Verlagen unter dem bekannten Namen Jason Dark Romane veröffentlichen zu können, erwirkte Rellergerd in einem Verfahren, das ehemalige Verlagspseudonym auf seine Person umschreiben zu lassen. Als Jason Dark schreibt er nun neben Sinclair die Serien Don Harris, Psycho-Cop und Die Hexerin. Die Reihen erscheinen im Blanvalet Verlag und Cora Verlag.

## Werke

### Bücher
- Geisterjäger John Sinclair. Am Tor zu Atlantis. Bastei Lübbe Taschenbücher, 2004, ISBN 978-3-404-73276-0.
- Geisterjäger John Sinclair. Baphomets Bibel. Bastei Lübbe Taschenbücher, 2004, ISBN 978-3-404-73280-7.
- Geisterjäger John Sinclair. Aibon-Teufel. Bastei Lübbe Taschenbücher, 2005, ISBN 978-3-404-73292-0.
- Geisterjäger John Sinclair. Avalons Geisterschiff. Bastei Lübbe Taschenbücher, 2005, ISBN 978-3-404-73296-8.
- Die Welt des John Sinclair. Wie alles begann. Bastei Lübbe Taschenbücher, 2007, ISBN 978-3-404-73966-0.
- Die Welt des John Sinclair. Die Hexe Jane Collins. Bastei Lübbe Taschenbücher, 2007, ISBN 978-3-404-73970-7.
- John Sinclair. Der Dunkle Gral. Acht spannende Grusel-Abenteuer. Bastei Lübbe Taschenbücher, 2007, ISBN 978-3-404-73964-6.
- Don Harris, Psycho-Cop. Das dritte Auge (Originalausgabe). Blanvalet Verlag, München 2006, ISBN 978-3-442-36577-7.
- Don Harris, Psycho-Cop. Der Club der Höllensöhne (Originalausgabe). Blanvalet Verlag, München 2006, ISBN 978-3-442-36578-4.
- Don Harris, Psycho-Cop. Das schwarze Amulett (Originalausgabe). Blanvalet Verlag, München 2007, ISBN 978-3-442-36579-1.
- Don Harris, Psycho-Cop. Das Erbe der Wächter (Originalausgabe). Blanvalet Verlag, München 2007, ISBN 978-3-442-36580-7.
- Don Harris, Psycho-Cop. Das Killer-Kommando (Originalausgabe). Blanvalet Verlag, München 2007, ISBN 978-3-442-36581-4.
- Don Harris, Psycho-Cop. Das Glastonbury-Rätsel (Originalausgabe). Blanvalet Verlag, München 2007, ISBN 978-3-442-36582-1.
- Don Harris, Psycho-Cop. Drei Gräber in Sibirien (Originalausgabe). Blanvalet Verlag, München 2007, ISBN 978-3-442-36861-7.
- Don Harris, Psycho-Cop. Triaden Terror (Originalausgabe). Blanvalet Verlag, München 2008, ISBN 978-3-442-36862-4.
- Don Harris, Psycho-Cop. Dämonicus (Originalausgabe). Blanvalet Verlag, München 2008, ISBN 978-3-442-36863-1.

Weitere Bücher sind nicht angekündigt.

### Hörspiele
- Jason Dark. John Sinclair. Folge 7: Das Horror-Schloss im Spessart. 1 Audio-CD. Lübbe Audio, 2001, ISBN 978-3-7857-1136-1
- Jason Dark. John Sinclair. Folge 42: Blutiger Halloween. 1 Audio-CD. Lübbe Audio, 2007, ISBN 978-3-7857-3367-7
- und viele weitere... (62 Folgen, sowie 2 Sonderfolgen)

### Hörbuch
- John Sinclair. Die Rückkehr des Schwarzen Tods. 4 Audio-CDs. Lübbe Audio, 2003, ISBN 978-3-7857-1314-3